# 펜 & 텔러

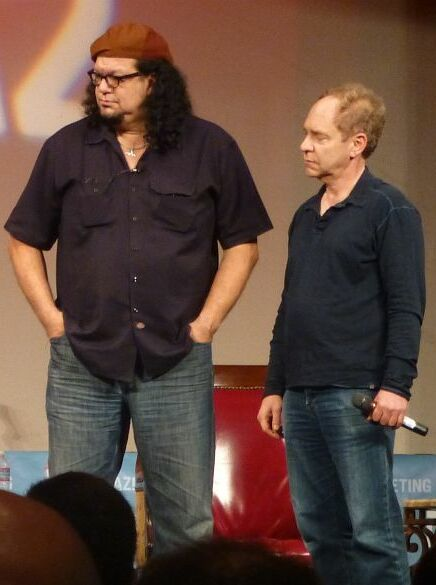
펜 질렛 (왼쪽)과 텔러 (오른쪽)

펜 & 텔러(영어: Penn & Teller)는 미국의 마술 및 코미디 듀오이다. 펜 질렛(Penn Jillette, 1955년 3월 5일 ~ )과 텔러(본명: 레이먼드 조지프 텔러(Raymond Joseph Teller); 1948년 2월 14일 ~ )로 구성되어 있다. 펜 & 텔러는 수많은 무대에서 공연을 했으며, 현재는 라스베이거스의 리오 올 스위트 호텔 앤드 카지노에서 메인 마술사로 활동하고 있다.
2013년 4월 5일, 할리우드 명예의 거리에 2,494번째로 입성하였다.